# 車椅子スペース
車椅子スペース（くるまいすスペース）とは、車椅子利用者の公共交通機関のバリアフリーや公共施設へのアクセシビリティの観点から設置される一定のスペース。鉄道、バス、タクシーなどの車椅子スペースのほか、映画館、劇場、イベントホール、スポーツ競技場などに設置される車椅子利用者用の観覧スペース（車椅子席ともいう）などがある。

## 法整備
法律で公共交通機関等に車椅子スペースの設置を義務付けている国がある。
- イギリス
  - 1995年障害者差別禁止法（英語版）（2010年に北アイルランドを除き廃止）
  - 2010年平等法（英語版）（北アイルランド以外で有効）
- スウェーデン
  - 交通バリアフリー法
- 日本
  - 高齢者、身体障害者等の公共交通機関を利用した移動の円滑化の促進に関する法律（旧法、2006年廃止）
  - 高齢者、障害者等の移動等の円滑化の促進に関する法律」（バリアフリー新法）

## 鉄道
鉄道車両の車椅子スペースは、一般に乗降口に近い位置に設けられる。車椅子スペースには一定の広さがあり、横手すり（2段手すりの場合もある）などが併設されることが多い。

### 欧米
欧米の列車では、車椅子用のスペースはベビーカー用のスペースと共有になっていることが一般的である。
- ユーロスターではMobility scooters（ハンドル形電動車椅子）について以下の乗車における要件を設けている[3]。
  1. 幅 700mm、長さ 1,000mm 以内であること[3]
  2. 車両の車椅子スペース1台分以内の大きさであること[3]
  3. 利用可能であるが、荷物として携行すること[3]
  4. ハンドル形電動車椅子の場合、乗車の介助は行うが、操作自体は本人が行えること[3]
  5. 荷物スペース確保の関係上、48 時間前までにユーロデスパッチセンターまで連絡すること[3]
  6. 予約なしでハンドル形電動車椅子で来駅した場合には乗車が保証されない[3]
- アメリカ合衆国のアムトラックでは、サイズ760mm（W）×1,220mm（D）、地上高（最低）50mm、重量273kg（乗車時）に収まるものであれば、手動か電動かを問わず車椅子の乗車が可能である[3]。
- イギリスでは鉄道事業者及び列車によりサイズ要件が異なり、電動車椅子の場合にはClass2（登録の必要がない電動車椅子）に限るなど制約がある場合がある[3]。
  - Abellio Greater Anglia - 長さ 1,000mm 、幅 700mm、重量300kg以内であること[3]
  - アリーヴァ・トレインズ・ウェールズ（Arriva Trains Wales） - 長さ 1,000mm 、幅 700mm、重量300kg以内であること[3]
  - c2c - 長さ 1,000mm 、幅 700mm、重量250kg以内であること[3]
  - East Coast
    - 車椅子の車種区分がElectric and Diesel standard - 長さ 1,200mm 、幅 700mm、重量230kg以内であること[3]
    - 車椅子の車種区分がDiesel first class carriages - 長さ 1,200mm 、幅 550mm、重量230kg以内であること[3]
    - 車椅子の車種区分がAlternative Diesel standard class - 長さ 1,200mm 、幅 620mm、重量230kg以内であること[3]

### 日本

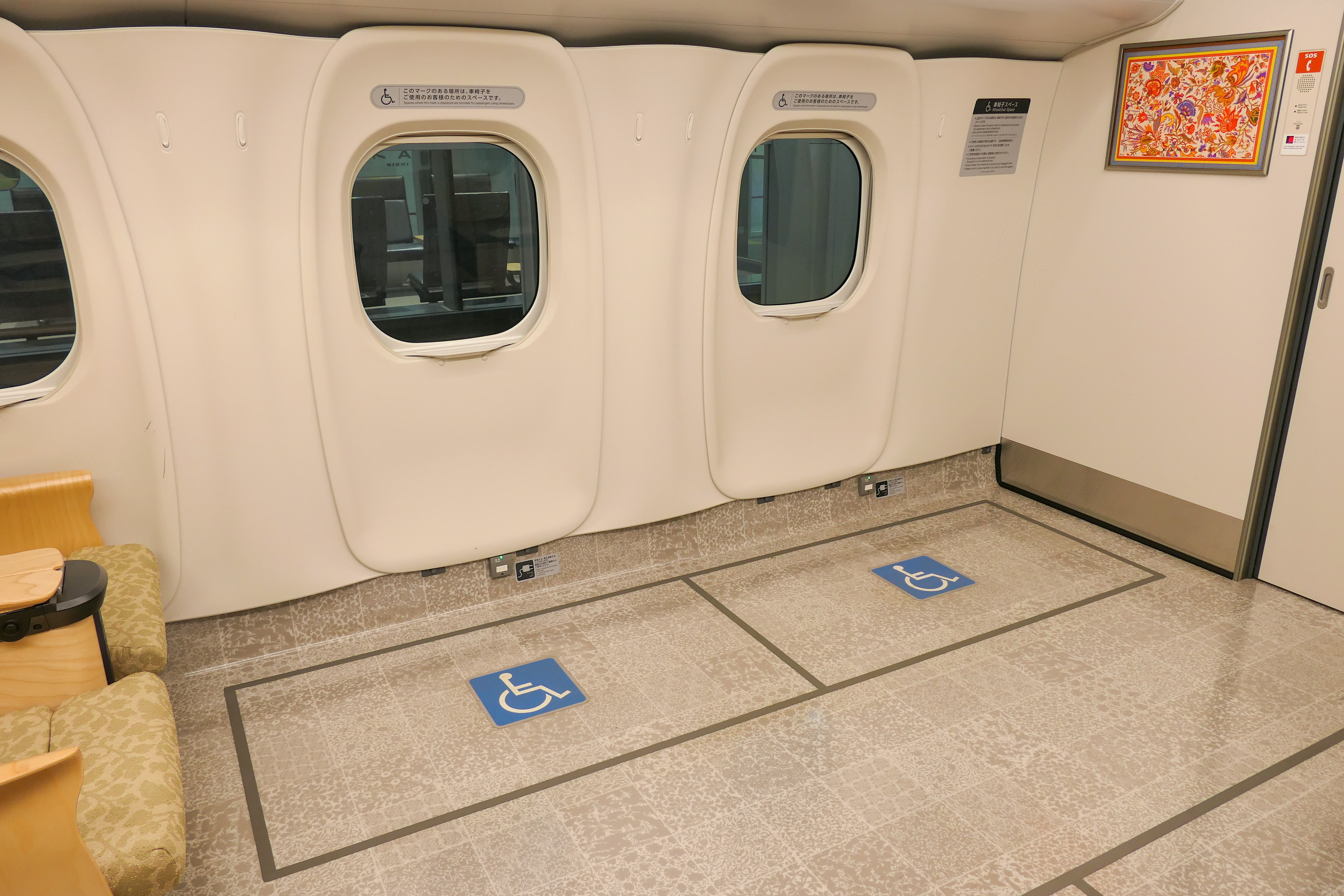
N700S系電車に設けられた車椅子スペース

座席のない一角を設け、その箇所を車椅子スペースとしている。車内外に車椅子マーク・ベビーカーマーク（一部車両を除く）が掲出される。多くは非常通報装置や車椅子固定用のロープが設置され、さらに非常用車椅子が用意されている車両も一部に存在する。
設置パターンは先頭車両の連結面寄り、先頭車両の先頭部付近、中間車両のみなど、車両によりまちまちである。
日本で初めて採用されたのは1970年代後半頃とされ、本格的に導入が開始されたのは1990年代に入ってからである。2000年に出された旧運輸省の運輸省令第10号「移動円滑化のために必要な旅客施設及び車両等の構造及び設備に関する基準」により1列車に1か所以上の車椅子スペースを設けることが義務付けられている。
ベビーカーマークに関しては2014年に国土交通省により決定され、同年頃よりJR・地下鉄・私鉄各社で車椅子スペースへの掲出が始まった。
一般車両

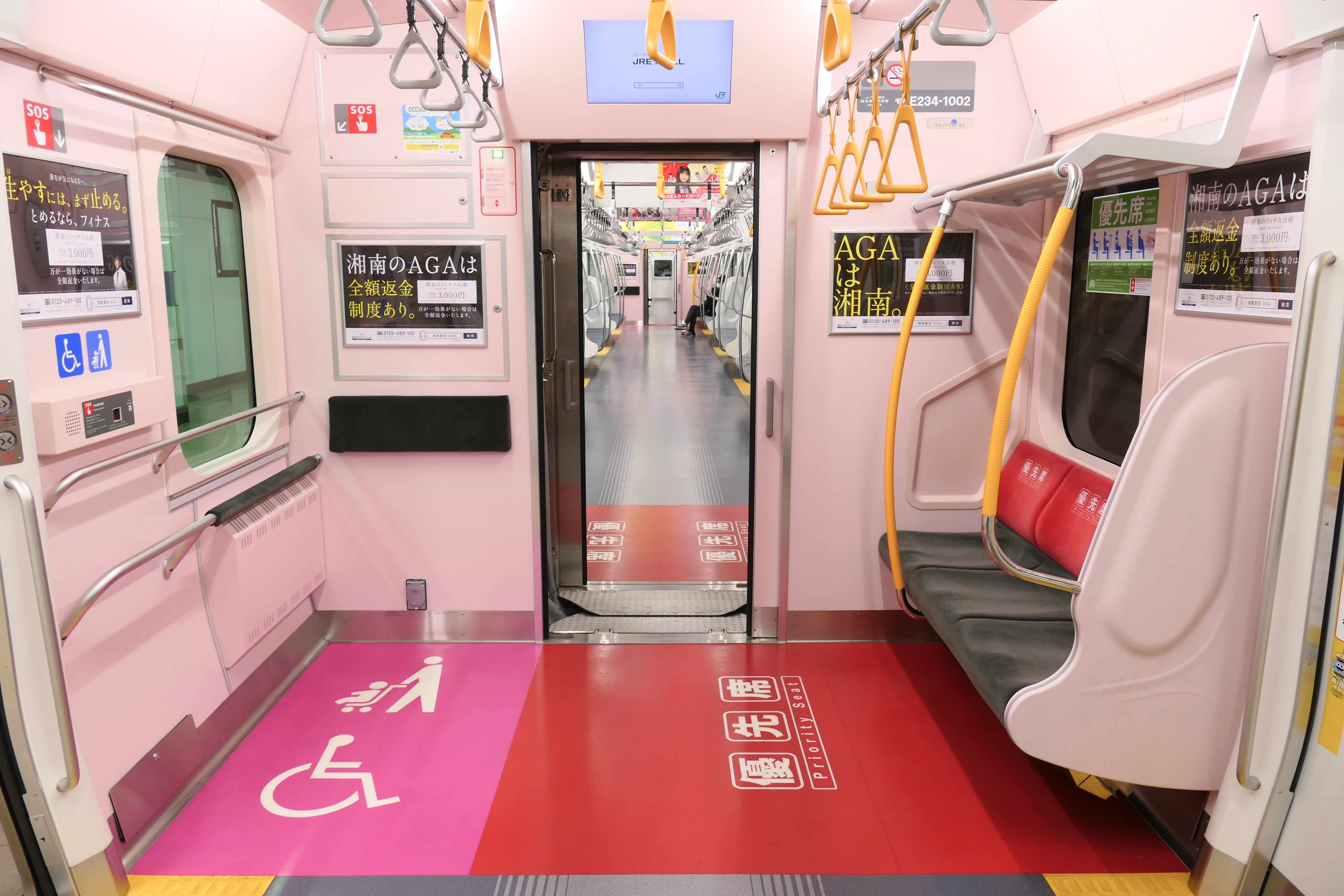
通勤形車両の例（E235系電車）
車端部の座席がない部分

通勤形車両や近郊形車両では車端部に設けられることが多いが、扉間に設置される例もある。基本的に座席・荷棚が設置されていないほか、吊り革の高さが高くされている。通常座席下に設けられるヒーターは壁面に設置される。また安全のためスペースに接する窓の固定化や手すりの設置が行われ、また床面に滑り止め加工が行われることも少なくない。車両によっては、収納座席や簡易的な腰掛が用意され、車椅子利用者がいない場合には着席が可能な構造となっている。トイレを設置している車両では、本スペースと向かい合わせで設けられる例も存在する。
当初は編成内に1 - 2箇所とする事業者も多かったが、設置数は増加していき、2020年頃には新造車では全車へ設置していることがほとんどとなった。
特急形車両

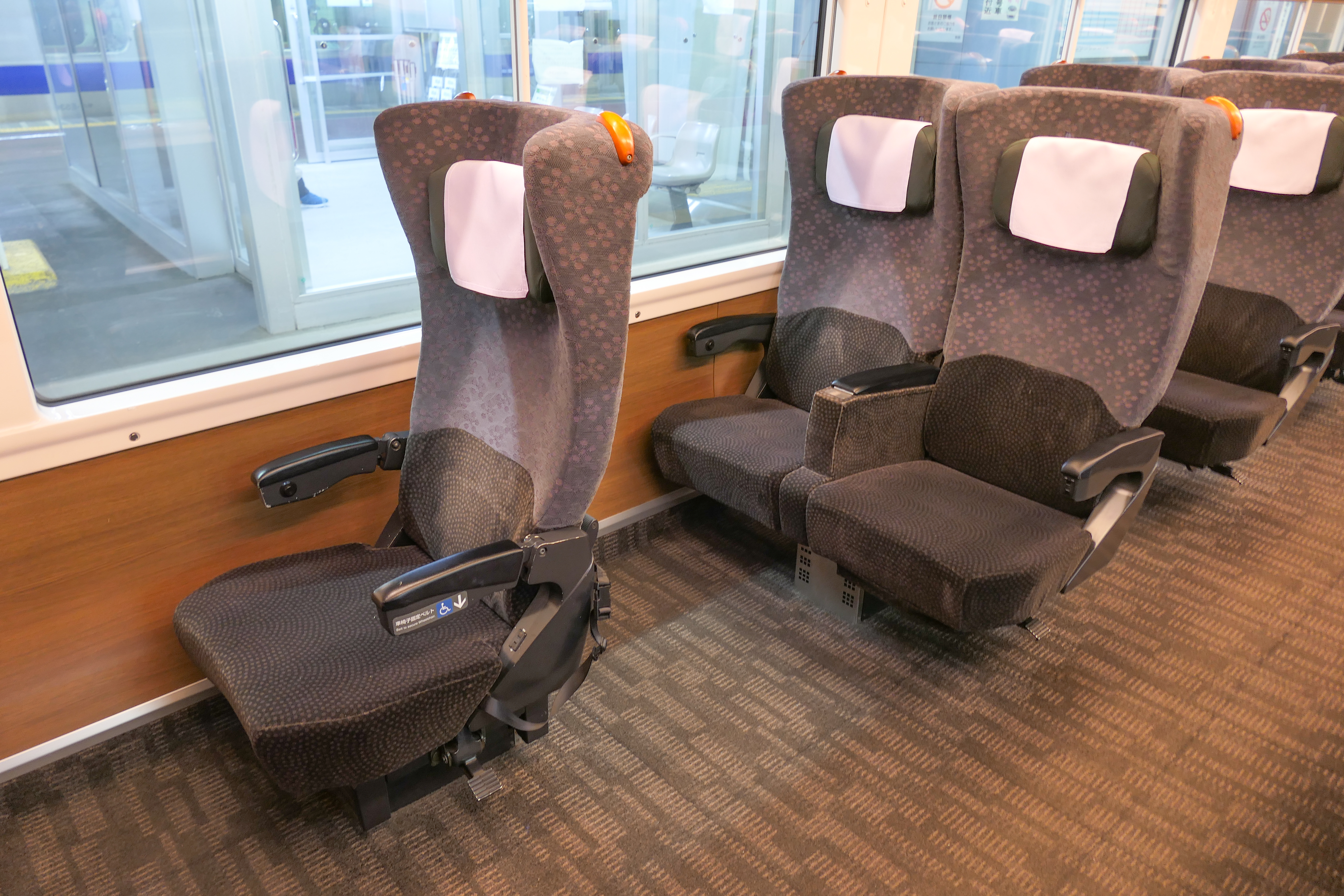
特急形車両の例（JR東日本E657系電車）
車椅子からの移動がしやすいように跳ね上げ式の肘掛けとなっており、車椅子固定用のベルトを備えている。

新幹線や特急形車両の列車では、横（枕木方向）に2列+3列または2列+2列となっている座席配列のうちの通路側の席をなくすことで車椅子スペースが用意されている例が多い。出入口に近い客室の端に設けられることが多く、その出入り口の幅員は拡幅されていることもある。また、最寄りのトイレは車椅子対応とされている。

#### フリースペース

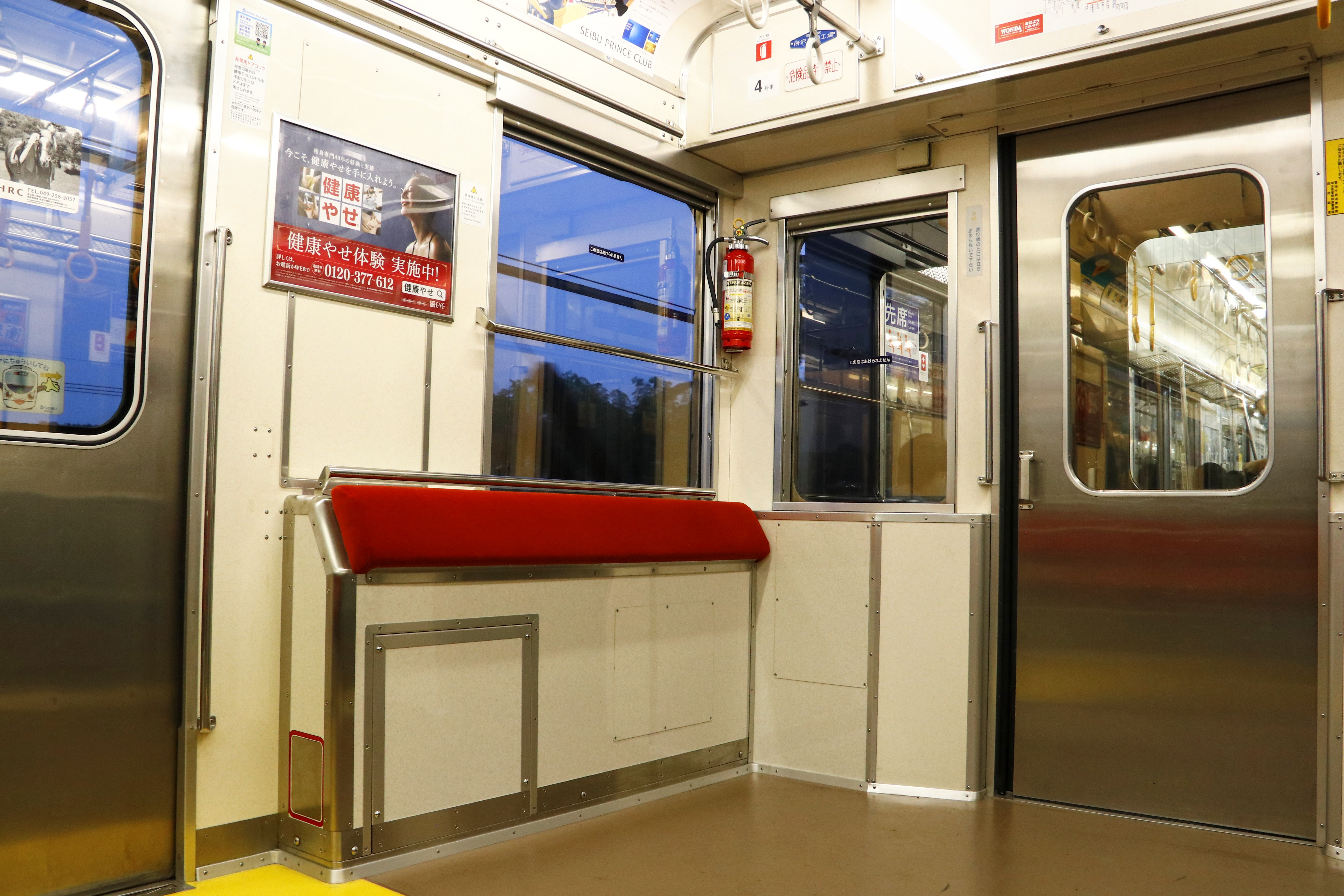
通勤形車両におけるフリースペースの例（西武9000系電車）
身障者向けの設備がなく、マークも掲出されていない。

車椅子スペースに近いものとして、これに類似しながら設備が簡素化されたものを「フリースペース」としている鉄道事業者も存在する。非常通報装置やヒーター等が省略されており、基本的に車椅子マークは掲出されず、ベビーカーマークのみ掲出される車両もある。主に混雑緩和や、ベビーカー・大型荷物への対策として設置されているが、車椅子スペースの代用として用いられる場合もある。
このほか、車椅子スペースも含めてフリースペースと呼称する場合もある。

### 韓国
韓国鉄道公社（KTX）が設定する要件は、車椅子について医療用機器基準規格が基準とされており、食品医薬品安全処において告示されている医療用機器基準規格を超過する電動車椅子や電動スクーターは、安全事故の予防のため、列車の乗車そのものが制限される。
ソウルメトロ（地下鉄）についてはエレベーターやリフトが設置されている駅であれば乗車可能であるが、駅で乗降するリフト等が医療用機器基準規格に合わせてあるため規格外の電動車椅子は実質的に乗車することができない。

### 台湾
台湾高鉄700T型12両編成の場合、7号車に折り畳み式の車椅子2台、電動車椅子2台の設置スペースが設けられている。

## 路線バス

### ヨーロッパ
ヨーロッパの路線バスでは車椅子を後ろ向き（進行方向と反対向き）に背部を固定することができるようになっている。
車椅子利用者は自動で出されるスロープを用いて単独で乗車し、車椅子スペースに自ら移動して安全を確保することができるという利点がある。
後方を向くため車酔いになりやすいとの指摘もあるが、ドイツでは問題なく運用されているとの報告がある。

### 日本

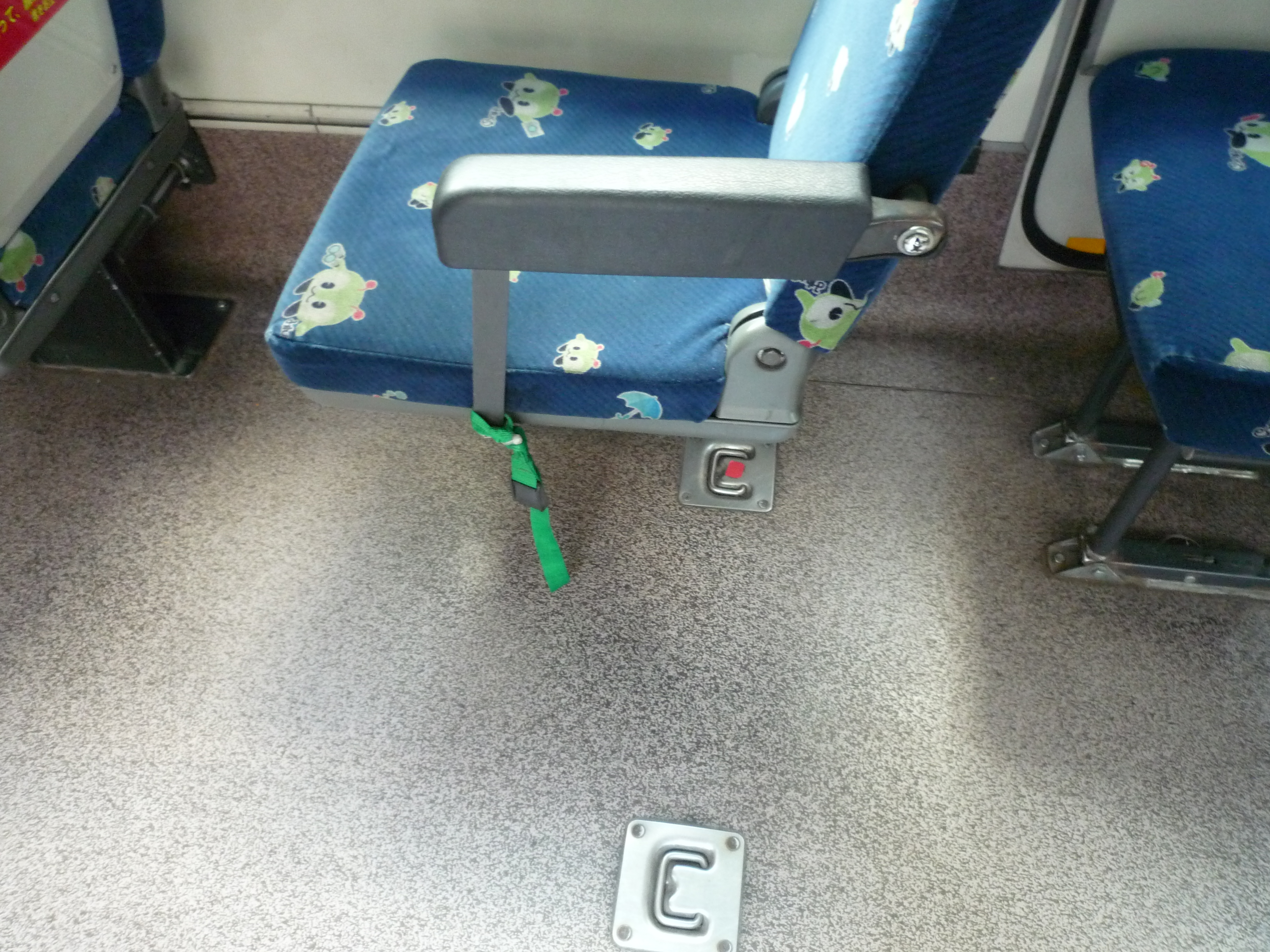
車椅子スペース兼用座席に付いているベビーカー固定ベルト

日本の路線バスでは、車内の一部の座席を折り畳めるようにし、そこに車椅子を設置するためのスペースを用意していることが多い。この場合、車椅子スペースとして利用するためにはその部分の座席を畳む必要があり、車椅子マークおよび座席の折り畳み方の説明などが掲示されている。また、ベビーカーの固定ベルトが付いている場合もある。ただし、バス事業者や車種によっては鉄道車両と同様に空きスペースとなっている場合もある。
日本の路線バスでは、車椅子を前向き（進行方向）に乗せて床に3本のベルトで固定することができるようになっている。運転手が折り畳み式のスロープを手動で展開したのち、車椅子を押して乗り込む。ユニバーサルデザインの観点からは、高齢者も容易に乗降でき、車椅子利用者も他の乗客と同様に自力で簡単に乗降できるシステムが望ましいという指摘がある。日本の路線バスにおいては車椅子の乗降に時間や手間がかかることから、車椅子利用者に対する乗車拒否といった事例も発生している。

## タクシー

### ヨーロッパ
イギリスでは2000年1月にロンドン市内のすべてのタクシー、2010年には英国内のすべてのタクシーがアクセシブル化された。
EU諸国では、誰でも乗れるタクシー設計を目指す「タクシー・フォー・オール」と呼ばれるプロジェクトが組織され、スウェーデンでは低床のタクシーライダーが開発された。

### 日本
欧米とは異なり、日本ではバリアフリー新法が制定されるかなり前から、ボランティア組織による個別移送サービスが提供されてきた。
なお、タクシー事業者は「高齢者、身体障害者等の公共交通機関を利用した移動の円滑化の促進に関する法律」では適用対象ではなかったが、「高齢者、障害者等の移動等の円滑化の促進に関する法律」（バリアフリー新法）では適用対象となった。
日本のタクシーは古くから市販の4ドアセダンを流用しており、その後に登場した車椅子の収納を考慮したタクシー専用車やミニバン流用車であっても、車椅子は畳んでトランクに収納するか、後席の前に置く以外になかった。
その後、2010年（平成22年）に日産・NV200バネットタクシー（バックドア+スロープでの乗降）、2017年（平成29年）にはトヨタ・JPN TAXI（左スライドドア+スロープでの乗降）が登場し、現在では車椅子のまま乗降できるタクシーが普及している。